# Список інститутів імені Макса Планка
Інститу́ти і́мені Ма́кса Пла́нка — науково-дослідницькі інститути, які входять до складу Товариства імені Макса Планка. Всього товариство налічує 83 інститути на березень 2015 року. Більшість з них розташованні в Німеччині; деякі знаходяться в інших європейський країнах та в США.
Інститути розподілено на три відділення (секції) відповідно до галузей досліджень, що проводяться в інститутах:
- біологічно-медична
- хіміко-фізично-технологічна
- гуманітарна

Один і той же інститут може проводити дослідження, що відносяться до декількох галузей. Також, він може належати до декількох більш спеціалізованих напрямків дослідження.

## Інститути
На березень 2015 існують наступні інститути імені Макса Планка:
| Назва | Місто                      | Країна     | Галузь дослідження                          |
| --- | -------------------------- | ---------- | ------------------------------------------- |
| Бібліотека Герціана                                                                                      | Рим                        | Італія     | гуманітарна                                 |
| Лабораторія імені Фрідріха Мішера                                                                        | Тюбінген                   | Німеччина  | біологічно-медична                          |
| Інститут імені Фріца Габера                                                                              | Берлін                     | Німеччина  | хімічно-фізично-технічна                    |
| Інститут історії мистецтв у Флоренції                                                                    | Флоренція                  | Італія     | гуманітарна                                 |
| Флоридський інститут нейронауки імені Макса Планка                                                       | Джюпітер                   | США        | біологічно-медична                          |
| Інститут астрономії імені Макса Планка                                                                   | Гайдельберг                | Німеччина  | хімічно-фізично-технічна                    |
| Інститут астрофізики імені Макса Планка                                                                  | Ґархінґ                    | Німеччина  | хімічно-фізично-технічна                    |
| Інститут біогеохімії імені Макса Планка                                                                  | Єна                        | Німеччина  | біологічно-медична хімічно-фізично-технічна |
| Інститут біологічної кібернетики імені Макса Планка                                                      | Тюбінген                   | Німеччина  | біологічно-медична гуманітарна              |
| Інститут біології старіння імені Макса Планка                                                            | Кельн                      | Німеччина  | біологічно-медична                          |
| Інститут біофізичної хімії імені Макса Планка                                                            | Ґетінґен                   | Німеччина  | біологічно-медична хімічно-фізично-технічна |
| Інститут дослідження мозку імені Макса Планка                                                            | Франкфурт-на-Майні         | Німеччина  | біологічно-медична                          |
| Інститут хімічної екології імені Макса Планка                                                            | Єна                        | Німеччина  | біологічно-медична                          |
| Інститут хімічного перетворення енергії імені Макса Планка                                               | Мюльгайм-на-Рурі           | Німеччина  | біологічно-медична хімічно-фізично-технічна |
| Інститут хімічної фізики твердих тіл імені Макса Планка                                                  | Дрезден                    | Німеччина  | хімічно-фізично-технічна                    |
| Інститут хімії імені Макса Планка                                                                        | Майнц                      | Німеччина  | хімічно-фізично-технічна                    |
| Інститут порівняльного та міжнародного приватного права імені Макса Планка                               | Гамбург                    | Німеччина  | гуманітарна                                 |
| Інститут порівняльного суспільного права та міжнародного права імені Макса Планка                        | Гайдельберг                | Німеччина  | гуманітарна                                 |
| Інститут демографічних досліджень імені Макса Планка                                                     | Росток                     | Німеччина  | гуманітарна                                 |
| Інститут біології розвитку імені Макса Планка                                                            | Тюбінген                   | Німеччина  | біологічно-медична                          |
| Інститут динаміки та самоорганізації імені Макса Планка                                                  | Ґетінґен                   | Німеччина  | біологічно-медична хімічно-фізично-технічна |
| Інститут динаміки складних технічних систем імені Макса Планка                                           | Магдебург                  | Німеччина  | біологічно-медична хімічно-фізично-технічна |
| Інститут емпіричної естетики імені Макса Планка                                                          | Франкфурт-на-Майні         | Німеччина  | гуманітарна                                 |
| Інститут європейської історії права імені Макса Планка                                                   | Франкфурт-на-Майні         | Німеччина  | гуманітарна                                 |
| Інститут еволюційної антропології імені Макса Планка                                                     | Лейпциг                    | Німеччина  | біологічно-медична гуманітарна              |
| Інститут еволюційної біології імені Макса Планка                                                         | Плен                       | Німеччина  | біологічно-медична                          |
| Інститут експериментальної медицини імені Макса Планка                                                   | Ґетінґен                   | Німеччина  | біологічно-медична                          |
| Інститут позаземної фізики Товариства Макса Планка                                                       | Ґархінґ                    | Німеччина  | хімічно-фізично-технічна                    |
| Інститут зарубіжного та міжнародного кримінального права імені Макса Планка                              | Фрайбург                   | Німеччина  | гуманітарна                                 |
| Інститут фізики гравітації імені Макса Планка                                                            | Потсдам, Ганновер          | Німеччина  | хімічно-фізично-технічна                    |
| Інститут дослідження серця та легень імені Макса Планка                                                  | Бад-Наугайм                | Німеччина  | біологічно-медична                          |
| Інститут наук свідомості та мозку імені Макса Планка                                                     | Лейпциг                    | Німеччина  | біологічно-медична гуманітарна              |
| Інститут розвитку людини імені Макса Планка                                                              | Берлін                     | Німеччина  | гуманітарна                                 |
| Інститут інфекційної біології імені Макса Планка                                                         | Берлін                     | Німеччина  | біологічно-медична                          |
| Інститут інформатики імені Макса Планка                                                                  | Заарбрюкен                 | Німеччина  | хімічно-фізично-технічна                    |
| Інститут інновації та конкуренції імені Макса Планка                                                     | Мюнхен                     | Німеччина  | гуманітарна                                 |
| Інститут інтелектуальних систем імені Макса Планка                                                       | Тюбінген, Штутгарт         | Німеччина  | біологічно-медична хімічно-фізично-технічна |
| Інститут морської мікробіології імені Макса Планка                                                       | Бремен                     | Німеччина  | біологічно-медична хімічно-фізично-технічна |
| Інститут математики в науках імені Макса Планка                                                          | Лейпциг                    | Німеччина  | хімічно-фізично-технічна                    |
| Інститут математики імені Макса Планка                                                                   | Бонн                       | Німеччина  | хімічно-фізично-технічна                    |
| Інститут медичного дослідження імені Макса Планка                                                        | Гайдельберг                | Німеччина  | біологічно-медична                          |
| Інститут дослідження метаболізму імені Макса Планка                                                      | Кельн                      | Німеччина  | біологічно-медична                          |
| Інститут метеорології імені Макса Планка                                                                 | Гамбург                    | Німеччина  | хімічно-фізично-технічна                    |
| Інститут молекулярної біомедицини імені Макса Планка                                                     | Мюнстер                    | Німеччина  | біологічно-медична                          |
| Інститут молекулярної генетики імені Макса Планка                                                        | Берлін                     | Німеччина  | біологічно-медична                          |
| Інститут ядерної фізики імені Макса Планка                                                               | Гайдельберг                | Німеччина  | хімічно-фізично-технічна                    |
| Інститут орнітології імені Макса Планка                                                                  | Зеевізен, Радольфцелль     | Німеччина  | біологічно-медична                          |
| Інститут фізики імені Макса Планка                                                                       | Мюнхен                     | Німеччина  | хімічно-фізично-технічна                    |
| Інститут дослідження вирощування рослин імені Макса Планка                                               | Кельн                      | Німеччина  | біологічно-медична                          |
| Інститут фізики плазми імені Макса Планка                                                                | Ґархінґ, Грайфсвальд       | Німеччина  | хімічно-фізично-технічна                    |
| Інститут дослідження полімерів імені Макса Планка                                                        | Майнц                      | Німеччина  | біологічно-медична хімічно-фізично-технічна |
| Інститут психолінгвістики імені Макса Планка                                                             | Неймеген                   | Нідерланди | гуманітарна                                 |
| Інститут радіоастрономії імені Макса Планка                                                              | Бонн                       | Німеччина  | хімічно-фізично-технічна                    |
| Інститут дослідження соціальних благ імені Макса Планка                                                  | Бонн                       | Німеччина  | гуманітарна                                 |
| Інститут соціальної антропології імені Макса Планка                                                      | Галле                      | Німеччина  | гуманітарна                                 |
| Інститут for Social Law and Social Policy імені Макса Планка                                             | Мюнхен                     | Німеччина  | гуманітарна                                 |
| Інститут систем програмного забезпечення імені Макса Планка                                              | Кайзерслаутерн, Заарбрюкен | Німеччина  | хімічно-фізично-технічна                    |
| Інститут дослідження Сонячної системи Макса Планка                                                       | Ґетінґен                   | Німеччина  | хімічно-фізично-технічна                    |
| Інститут дослідження твердого тіла імені Макса Планка                                                    | Штутгарт                   | Німеччина  | хімічно-фізично-технічна                    |
| Інститут податкового права та державних фінансів імені Макса Планка                                      | Мюнхен                     | Німеччина  | гуманітарна                                 |
| Інститут земної мікробіології імені Макса Планка                                                         | Марбург                    | Німеччина  | біологічно-медична                          |
| Інститут історії науки імені Макса Планка                                                                | Берлін                     | Німеччина  | гуманітарна                                 |
| Інститут фізики складних систем імені Макса Планка                                                       | Дрезден                    | Німеччина  | хімічно-фізично-технічна                    |
| Інститут людської історії імені Макса Планка                                                             | Єна                        | Німеччина  | біологічно-медична гуманітарна              |
| Інститут фізики світла імені Макса Планка                                                                | Ерланген                   | Німеччина  | хімічно-фізично-технічна                    |
| Інститут структури та динаміки матерії імені Макса Планка                                                | Гамбург                    | Німеччина  | хімічно-фізично-технічна                    |
| Інститут дослідження релігійного та етнічного різноманіття імені Макса Планка                            | Ґетінґен                   | Німеччина  | гуманітарна                                 |
| Інститут дослідження суспільств імені Макса Планка                                                       | Кельн                      | Німеччина  | гуманітарна                                 |
| Люксембурзький інститут міжнародного, європейського та керівного процесуального права імені Макса Планка | Люксембург                 | Люксембург | гуманітарна                                 |
| Інститут біохімії імені Макса Планка                                                                     | Мартінсрід                 | Німеччина  | хімічно-фізично-технічна                    |
| Інститут біофізики імені Макса Планка                                                                    | Франкфурт-на-Майні         | Німеччина  | біологічно-медична                          |
| Інститут колоїдів та поверхні розділу імені Макса Планка                                                 | Потсдам                    | Німеччина  | біологічно-медична хімічно-фізично-технічна |
| Інститут імунобіології та епігенетики імені Макса Планка                                                 | Фрайбург                   | Німеччина  | біологічно-медична                          |
| Інститут фізики мікроструктур імені Макса Планка                                                         | Галле                      | Німеччина  | хімічно-фізично-технічна                    |
| Інститут молекулярної клітинної біології та генетики імені Макса Планка                                  | Дрезден                    | Німеччина  | біологічно-медична                          |
| Інститут молекулярної фізіології імені Макса Планка                                                      | Дортмунд                   | Німеччина  | біологічно-медична хімічно-фізично-технічна |
| Інститут молекулярної фізіології рослин імені Макса Планка                                               | Потсдам                    | Німеччина  | біологічно-медична                          |
| Інститут нейробіології імені Макса Планка                                                                | Мартінсрід                 | Німеччина  | біологічно-медична                          |
| Інститут психіатрії імені Макса Планка                                                                   | Мюнхен                     | Німеччина  | біологічно-медична гуманітарна              |
| Інститут квантової оптики імені Макса Планка                                                             | Ґархінґ                    | Німеччина  | хімічно-фізично-технічна                    |
| Науковий підрозділ нейрогенетики імені Макса Планка                                                      | Франкфурт-на-Майні         | Німеччина  | біологічно-медична                          |
| Інститут дослідження заліза імені Макса Планка                                                           | Дюссельдорф                | Німеччина  | хімічно-фізично-технічна                    |
| Інститут дослідження вугілля імені Макса Планка                                                          | Мюльгайм-на-Рурі           | Німеччина  | хімічно-фізично-технічна                    |